# 섀기
섀기(Shaggy, 본명은 오빌 리처드 버렐(Orville Richard Burrell), 1968년 10월 22일 ~ )는 자메이카에서 출생한 미국의 싱어송라이터, 래퍼, 디스크 자키, 영화배우, 영화음악제작연출가이다.

## 생애
1988년 미국에서 디스크 자키 첫 데뷔하였지만 이듬해 1989년 미국 해병대에 입대하여 복무하였으며 1992년 미국 해병 하사 예편 후 이듬해 1993년 가수 데뷔하였고 1996년 미국 다큐멘터리 영화 《The reggae movie》의 단역으로 영화배우 데뷔하였으며 2002년 영국 영화 《Ali G Indahouse》로 영화음악제작연출가 데뷔하였다.

## 유명세
그는 일반적으로 대한민국 국내에서는 자메이카 스카 밴드 "포크스 브라더즈(Folkes Brothers)"의 1960년 원곡인 《Oh Carolina》라는 곡을 1993년에 리메이크하여 부른 자메이카계 미국인 가수로 잘 알려져 있다.